# Chlorops zeylanicus
Chlorops zeylanicus är en tvåvingeart som beskrevs av Lamb 1917. Chlorops zeylanicus ingår i släktet Chlorops och familjen fritflugor.
Artens utbredningsområde är Sri Lanka. Inga underarter finns listade i Catalogue of Life.